# Lozanella enantiophylla
Lozanella enantiophylla är en hampväxtart som först beskrevs av J. D. Smith, och fick sitt nu gällande namn av Ellsworth Paine Killip och Morton. Lozanella enantiophylla ingår i släktet Lozanella och familjen hampväxter. Inga underarter finns listade i Catalogue of Life.

## Bildgalleri

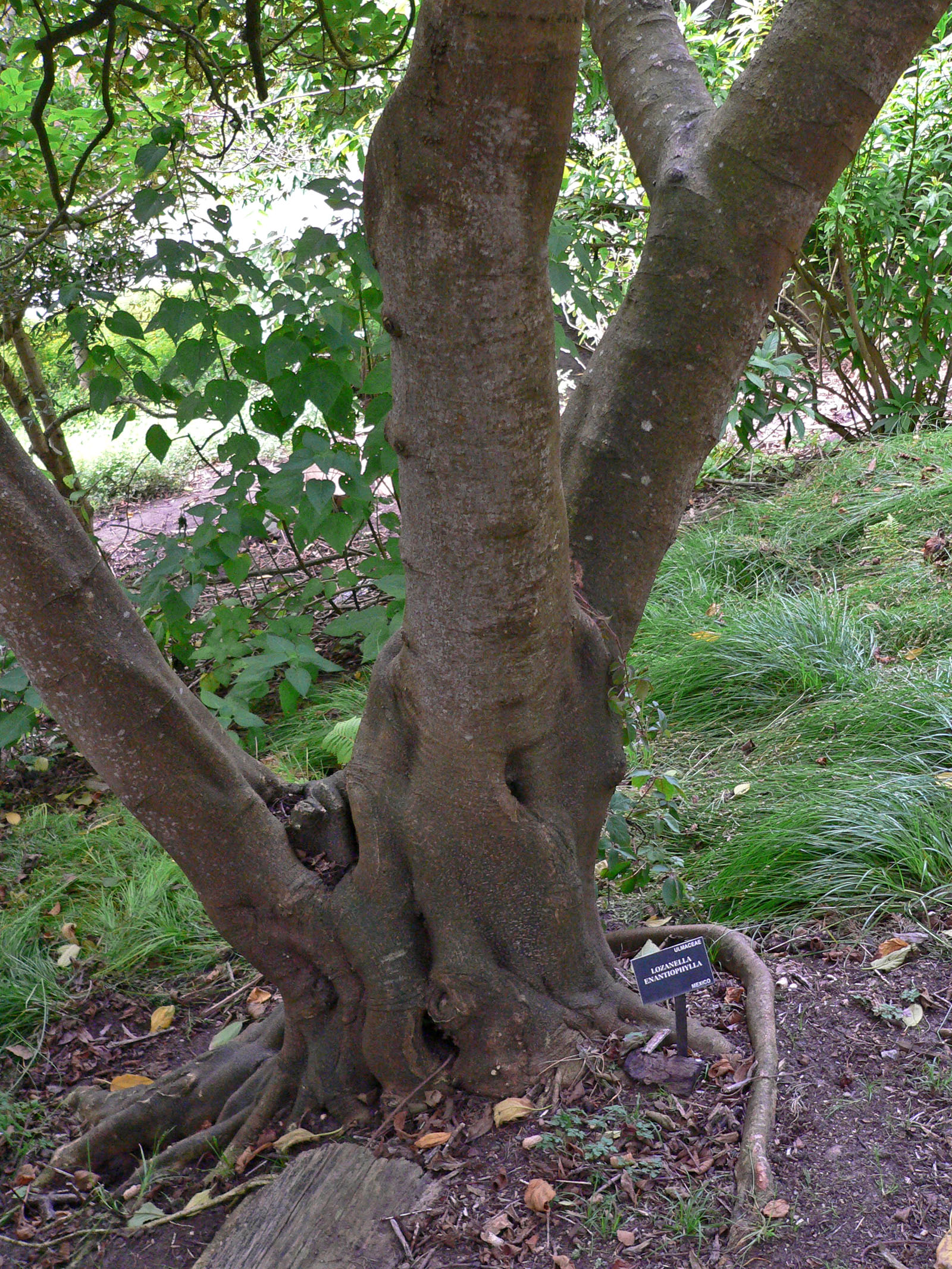
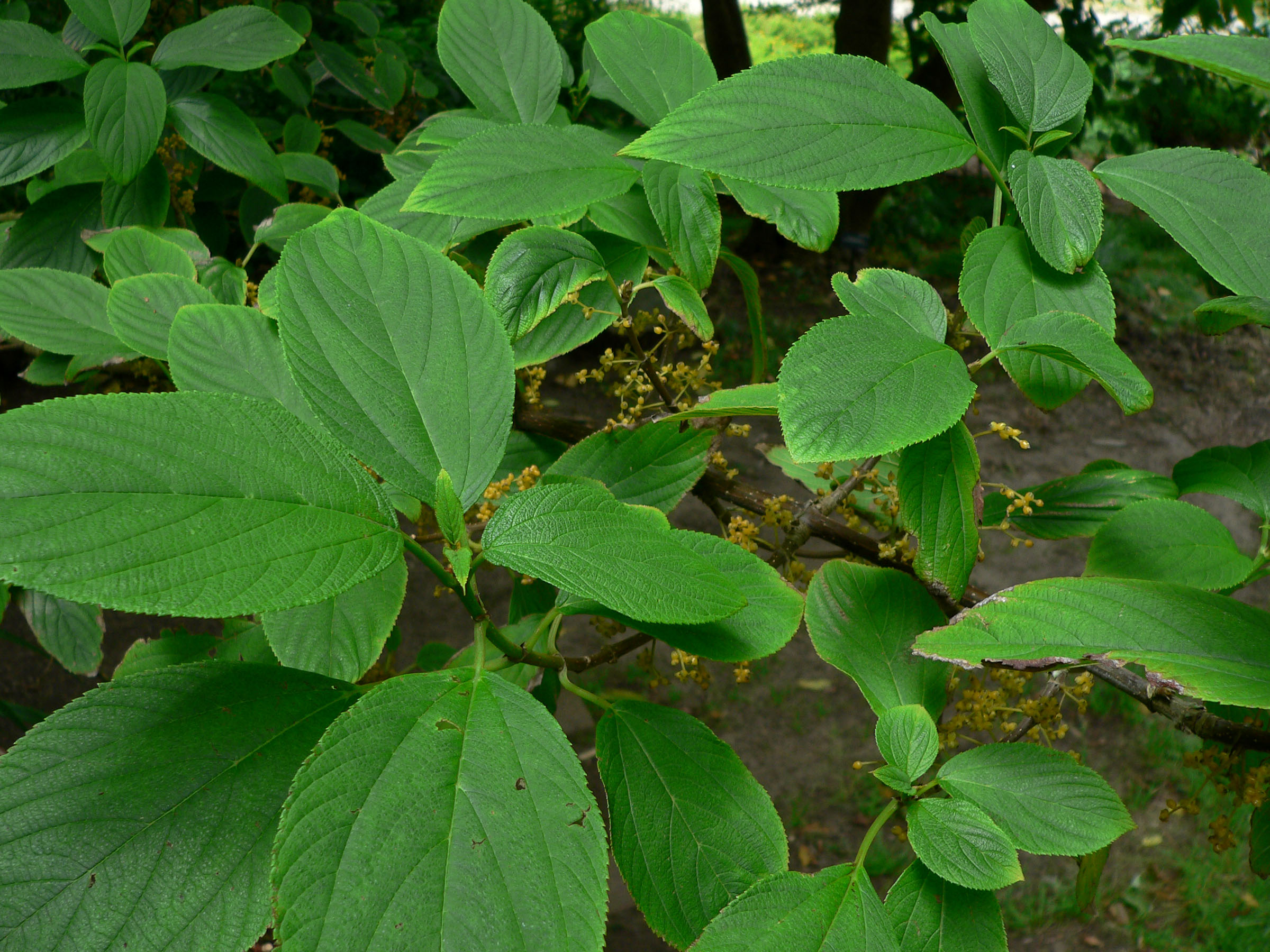
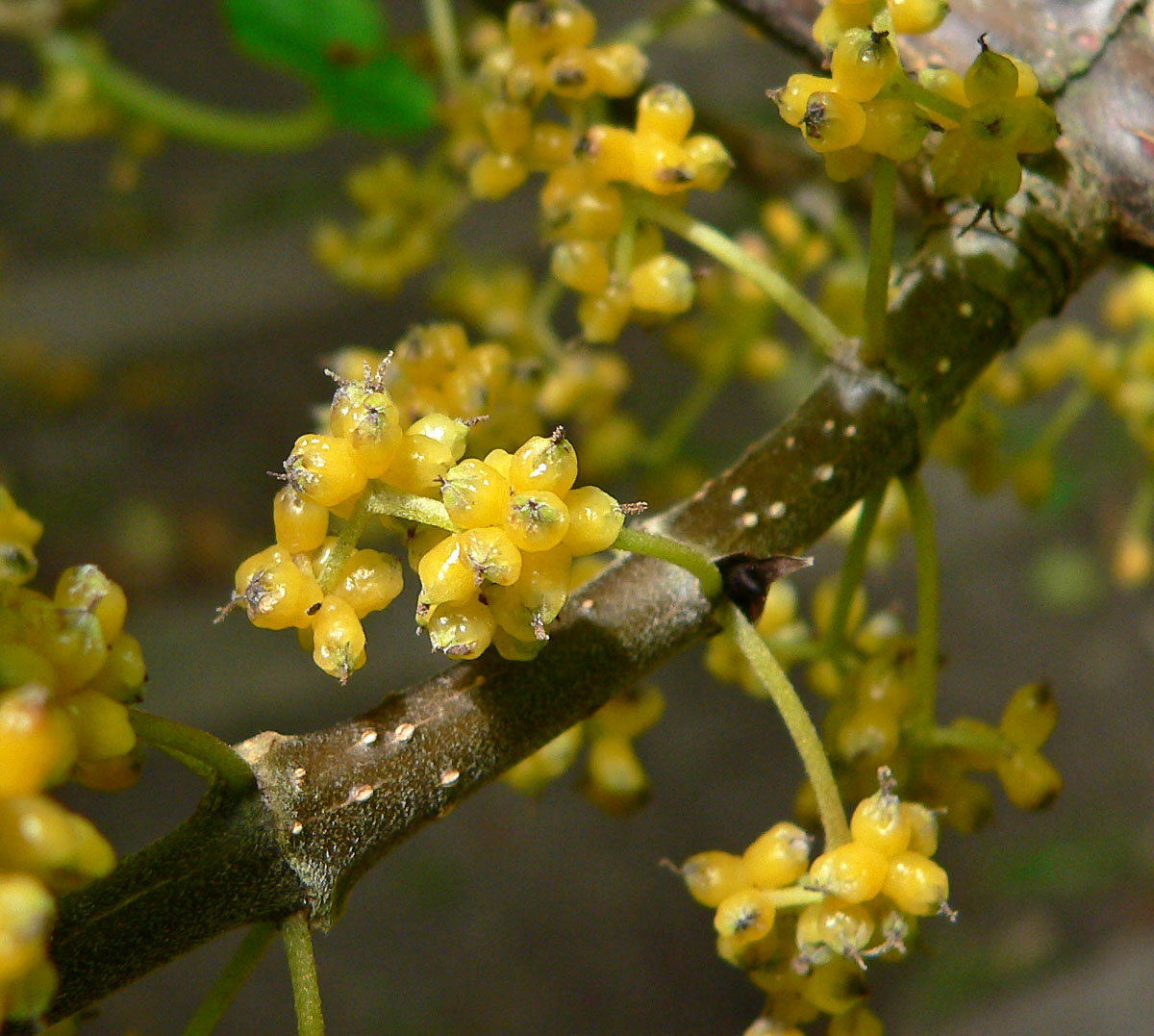